# Біленщина
Біле́нщина — село в Україні, у Кам'янському районі Дніпропетровської області.
Входить до складу Лихівської селищної громади. Населення — 254 мешканці.

## Географія
Село Біленщина розташоване на відстані 1 км від села Олександро-Григорівка та за 1,5 км від села Катеринівка.

## Історія
- XIX століття - дата заснування.

1944-45 року С. Ковпак із партизанами переховувалися у лісі біля Біленщини. Їм допомагали 6 хат.
Станом на 1951-52 роки вона була хутором - налічувалося близько 50 хат.

## Населення

### Мова
Розподіл населення за рідною мовою за даними перепису 2001 року:
| Мова       | Відсоток |
| ---------- | -------- |
| українська | 97,6 %   |
| російська  | 2,4 %    |

## Економіка
- ТОВ «Агро Січ».

## Об'єкти соціальної сфери
- Школа.
- Фельдшерсько-акушерський пункт.
- Будинок культури.

## Пам'ятки
На схід від села розташований Грабівський ботанічний заказник.